# Wyżyna Wieluńska
Wyżyna Wieluńska (341.21) – mezoregion fizycznogeograficzny w południowej Polsce. Rozciąga się pomiędzy Wieluniem a Częstochową. Zajmuje powierzchnię 1443 km². Położona jest na wysokości od 220 do 280 m n.p.m. Najwyższe wzniesienia osiągają wysokość około 300 m n.p.m.

## Regionalizacja
Według powszechnie stosowanej regionalizacji Jerzego Kondrackiego wyżyna jest częścią Wyżyny Woźnicko-Wieluńskiej. Istnieją jednak także koncepcje, według których Wyżyna Wieluńska jest zaliczana do Wyżyny Krakowsko-Częstochowskiej (używana bywa wtedy nazwa Wyżyna Krakowsko-Wieluńska).

## Charakterystyka
Stanowi część płyty górnojurajskiej. Zbudowana jest przede wszystkim z wapieni górnej jury, a także ze skał jury środkowej i górnego triasu. Skały podłoża tylko miejscami odsłaniają się spod osadów czwartorzędowych. Najwyższymi wzniesieniami są wzgórza morenowe i kemy. Charakterystyczne dla tego obszaru, jak i dla wszystkich obszarów zbudowanych ze skał węglanowych, są formy krasowe, przejawiające się tutaj w postaci lejów i szczelin w podłożu.
Wyżyna Wieluńska (341.21) tylko miejscami odsłania skały podłoża (wapienie górnojurajskie) spod osadów czwartorzędowych. Niektóre wzniesienia są pochodzenia akumulacyjnego, a inne tektonicznego. Występują tu gleby na utworach piaszczystych w większości zaliczone do 5 i 6 kompleksów przydatności rolniczej najczęściej na glebach płowych i glebach bielicowych. Występują także mady rzeczne i gleby glejoziemne zaliczone do kompleksów użytków zielonych 3z.

## Rzeki
Wyżynę przecinają doliny rzeczne, w tym trzykrotnie dolina Warty, a także Liswarty i jej dopływów: Czarnej Okszy, Białej Okszy i wielu mniejszych cieków wodnych.

## Główne miasta
- Częstochowa
- Wieluń
- Kłobuck
- Pajęczno
- Działoszyn

## Wzniesienia
- Miętna – 303,8 m n.p.m.
- Dębowa Góra – 284,6 m n.p.m.